# عبد الرزاق الحسن
عبد الرزاق الحسن (مواليد 11 أغسطس 1985) هو مُقاتل فنون قتالية مختلطة من غينيا ، يُنافس في فئة وزن الوسط في يو إف سي. وهو محترف منذ عام 2013، وقد سبق له وأن شارك في بيلاتور وبطولة القتال التراثية.

## حياته الشخصية
عبد الرزاق وزوجته لديهما ولد وبنت.

### اتهامات بالاغتصاب والتبرئة
تم توجيه الاتهام إلى عبد الرزاق في 24 سبتمبر 2018، في مقاطعة تارانت، تكساس، بتهم تتعلق باغتصاب امرأتين في ليلة واحدة في مارس 2018. ودافع بأنه غير مذنب. بدأت المحاكمة في 5 مارس 2020. وقال محامي عبد الرزاق إن المرأتين وافقتا على ممارسة الجنس مع عبد الرزاق، وأن مزاعم الاعتداء الجنسي ملفقة. وبعد المداولة، وجدت هيئة المحلفين أن عبد الرزاق غير مذنب بتهم الاعتداء الجنسي.

## البطولات والجوائز
- يو إف سي
  - أداء الليلة (ثلاث مرات) ضد تشارلي وارد، وصباح حمصي، وأليسيو دي شيريكو[11][12][13]

## سجل فنون القتال المختلطة
| السجل المهني |        |         |
| 18 نزال      | 12 فوز | 6 خسارة |
| ضربة قاضية   | 12     | 1       |
| إخضاع        | 0      | 1       |
| قرار القضاة  | 0      | 4       |

## وصلات خارجية
- عبد الرزاق الحسن على موقع JudoInside.com (الإنجليزية)
- عبد الرزاق الحسن على موقع يو إف سي (الإنجليزية)
- عبد الرزاق الحسن على موقع شيردوغ (الإنجليزية)
- عبد الرزاق الحسن على موقع Tapology.com (الإنجليزية)
- عبد الرزاق الحسن على موقع فايت ماتريكس (الإنجليزية)
- عبد الرزاق الحسن على موقع إي إس بي إن (الإنجليزية)
- عبد الرزاق الحسن على موقع IMDb (الإنجليزية)
- عبد الرزاق الحسن على موقع قاعدة بيانات الفيلم (الإنجليزية)